# Romain Weingarten
Pour les articles homonymes, voir Weingarten.
Romain Weingarten est un dramaturge français né à Paris 12e le 5 décembre 1926 et mort à Challans (Vendée) le 13 juillet 2006.

## Biographie

### Famille et jeunesse
Romain Weingarten est le fils de l'artiste-peintre juif d'origine polonaise Joachim Weingarten, installé à Paris dans les années 1920, déporté et assassiné à Auschwitz en 1942.
Sa mère est la sculptrice Muriel Marquet.
Il passe son enfance en Bretagne, fait ses études secondaires à Château-Thierry. Entamant des études de philosophie à la Sorbonne, il est fortement influencé par Le Théâtre et son double d'Antonin Artaud et il se consacre à l'écriture de sa première pièce, intitulée Akara.

### Carrière littéraire
Romain Weingarten réfutait l'étiquette de « théâtre de l'absurde » parfois attachée à son œuvre. Il se réclamait plutôt d'une filiation avec les surréalistes et Roger Vitrac, s'attachant à l'invention d'un théâtre qualifié de « poétique ».
Avec sa pièce Akara, montée en 1948 à Paris, il est le précurseur français du « Théâtre Moderne » des années 1950, avant Ionesco et Beckett. Cette pièce fait scandale, personne n'y comprend rien mis à part Beckett qui en traduit un épisode en anglais, Audiberti qui déclare un Hernani 48, et quelques autres personnes comme l'historien du théâtre contemporain, Michel Corvin.
L'auteur revient ensuite sur le devant de la scène avec sa pièce L'Été qui connaît, en 1966, un vif succès. La pièce restera plusieurs années à l'affiche à Paris au Théâtre de Poche, et sera traduite dans de nombreuses langues.
Il fait une lecture de sa dernière pièce, inédite, L'Éclipse, à la Galerie EOF, à Paris, un mois avant son décès en 2006. Cette pièce est une version personnelle du mythe de Faust.
Un certain nombre de ses pièces sont inédites, ainsi que ses trois derniers recueils de poèmes.
Il meurt des suites d'une attaque cérébrale, et est inhumé à Mauron près de la forêt de Brocéliande dans le Morbihan, où il avait emménagé depuis peu.

### Vie privée
La première femme de Romain Weingarten est Florence Loeb, modèle, fille de Pierre Loeb. Ils ont eu trois filles, Isabelle, Claire et Aurélia Weingarten.

## Œuvres
- Théâtre
  - Akara (1948), éd. Christian Bourgois
  - Les Nourrices (1961), éd. Christian Bourgois
  - L'Été (1966), éd. L'Avant-scène  (ISBN 2-907468-16-2) (2004)
  - Alice dans les jardins du Luxembourg, éd. Christian Bourgois (1970)
  - Comme la pierre (1970), à la Comédie-Française
  - La Mandore, éd. Gallimard, coll. « Le manteau d'Arlequin »  (ISBN 2-07-032062-6) (1970, 1973)
  - Neige (1979)
  - La Mort d’Auguste (1982), éd. Actes Sud-Papiers  (ISBN 2-7427-0379-9) (1995, 1999)[2]
- Poésie
  - Poèmes, éd. Christian Bourgois (1968)
- Textes pour la radio
  - Aller-Retour, avec Roland Dubillard
  - Le Chevalier à la triste figure
- Textes pour la télévision
  - La Belle au bois dormant
  - La Carte postale
- Roman
  - Le Roman de la Table ronde, ou Le Livre de Blaise, éd. Albin Michel  (ISBN 2-226-01790-9), (1983, 2000)
- Divers
  - Le Théâtre de la chrysalide, ill. de l'auteur, éd. Jean Aubier, Paris, (1950)
  - Fomalhaut, illustrations de Camille Bryen, éd. Falaize, Paris (1956)

### Prix
- 1998 : Grand prix du théâtre de l'Académie française pour l'ensemble de son œuvre

## Théâtre

### Adaptation
- 1991 : Richard II de William Shakespeare, mise en scène Yves Gasc, Théâtre des Célestins, Théâtre de l'Atelier

### Comédien
- 1961 : Les Nourrices de Romain Weingarten, mise en scène de l'auteur, Théâtre de Lutèce
- 1962 : L'Idiot de Fiodor Dostoïevski, mise en scène Jean Gillibert, Théâtre Récamier
- 1966 : L'Été de Romain Weingarten, mise en scène Jean-François Adam, Théâtre de Poche Montparnasse
- 1974 : La Mandore de Romain Weingarten, mise en scène Daniel Benoin, Théâtre Daniel Sorano Vincennes
- 1988 : L'Inconvenant de Gildas Bourdet, mise en scène de l'auteur, Théâtre de l'Idéal, Théâtre national de la Colline
- 1989 : Les Fausses Confidences, de Marivaux, mise en scène Gildas Bourdet, Théâtre de la Salamandre, Lille
- 1991 : La Bonne Ame du Se-Tchouan, de Brecht, mise en scène Gildas Bourdet, Théâtre de la Criée, Marseille
- 1996 : Les Jumeaux vénitiens de Carlo Goldoni, mise en scène Gildas Bourdet, Théâtre de la Criée, Théâtre de l’Eldorado, Théâtre Hébertot

### Metteur en scène
- 1961 : Les Nourrices de Romain Weingarten, Théâtre de Lutèce
- 1970 : Alice dans les jardins du Luxembourg de Romain Weingarten, Théâtre des Mathurins
- 1979 : Neige de Romain Weingarten, Théâtre de Poche Montparnasse[3]
- 1980 : Le Loup-garou de Roger Vitrac, Théâtre Saint-Georges

## Postérité
Une partie de son œuvre et tous ses manuscrits sont déposés à l'Institut mémoires de l'édition contemporaine (IMEC).